# クライペダ
クライペダ（リトアニア語: Klaipėda）は、ネマン川河口に近く、バルト海に面したリトアニア西部の港湾都市。クライペダ郡の中心都市であり、同国唯一の港湾都市である。ドイツ名はメーメル (Memel) またはメーメルブルク (Memelburg)、ポーランド語ではクワイペダ (Kłajpeda)。
ハンザ同盟の重要な都市として、古くから交易上の要衝である。人口は 18万5899 人（2007年）で、1989年の 20万2900人から減少傾向にある。ほとんどの住民はリトアニア人である。今日クライペダはスウェーデン、デンマーク、ドイツ、ポーランドと連絡する主要なフェリー港である。
クライペダはダネ川の河口近くに位置してドイツ、イギリス、デンマークにあるような木枠の柱が使われる建築に富んでいる。クライペダ近郊には、リトアニアで人気のある海岸リゾート地のパランガやニダおよび世界遺産（文化遺産）に登録されたクルシュー砂州国立公園がある。

## 歴史

### 創建からプロイセン王国まで
クライペダはバルト族により12世紀に創建された。長い間クライペダは東プロイセンに属し、そのあいだメーメルと呼ばれていた。
このバルト海の港町は1252年にドイツ騎士団によって創建され、カストルム・メルメレ （Castrum Memele, ドイツ語では Memelburg, また Mimmelburg） の名で記録に残された。1254年にメーメルはハンザ自由都市となり、1257年にはリューベック法を承認した。この地域はドイツ騎士団によりキリスト教に改宗させられた。1422年のメルノ海平和条約により、プロイセン公国とリトアニアの国境が定められた。メーメルはプロイセン領となり、この国境線は1919年まで変わらずに残った。これはヨーロッパにおける最も長く変更されなかった国境線のひとつである。
1474年の初めには、メーメルはプロイセン州の都市としてクルム法に基づき統治されていた。1525年にメーメル公爵領はアルブレヒト（アルブレヒト・フォン・ブランデンブルク＝アンスバハ＝プロイセン）によりルター派地域となる。これが街と港湾の長年にわたる発展の始まりを告げた。なぜならプロイセン公国はポーランドの采地であり、後にはポーランド＝リトアニア共和国の一部となったからである。ダネ川の河口近くに位置するという利点を活かし、この国境の都市は近隣のリトアニアに貿易港としての役割を務めた。繁栄の時代は1629年から1635年にかけて、メーメルがスウェーデンの攻撃により損害を受け、占領されたときに終わった。メーメルは幾度も再建されたが、75年後には多くの人がペストで死亡した。18世紀初頭にスウェーデンに再び占領されたが、1720年にプロイセン王国の領土として確定した。

### ドイツ帝国から戦間期まで

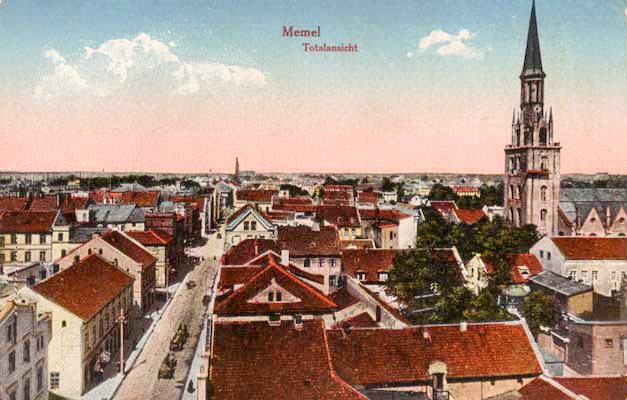
20世紀初頭の街並み（絵葉書）

1871年にプロイセン王国を主体にドイツ統一が達成されると、メーメルはドイツ帝国の中で最も東北部に位置する都市となった。
第一次世界大戦後の1919年、敗戦国のドイツ領であった当地は連合国の保護下に置かれ、ヴェルサイユ条約締結によりメーメル及びその周辺（メーメルラント）はドイツから割譲された。割譲地は国際管理地域としてフランスによる委任統治の下に置かれ、フランス軍が駐留する中で地方自治が行われていた。しかし、1923年にブドリュス大佐指揮下のリトアニア軍が侵攻し、リトアニアに編入された。フランスは自治権の保持を条件にメーメルラントを放棄し、連合国もリトアニアへの編入を追認し、リトアニア領クライペダとして国際承認された。ドイツ人の人口が多かったクライペダでは、1938年の選挙でナチ党が勝利し、1939年3月22日、ドイツ第三帝国に併合されてドイツ領メーメルとなった（この時、ヒトラー総統が旧市街のドラマ劇場のバルコニーに立ち演説した）。この併合はオーストリア併合及びチェコスロバキア解体（ズデーテン地方とベーメン・メーレン保護領の併合）の後に行われ、第二次世界大戦前にドイツが平和裏に獲得した最後の地域となった。

### 第二次大戦末期から現在まで

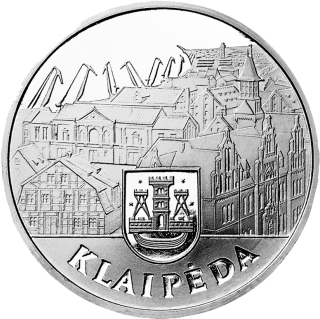
リタス記念硬貨：クライペダが描かれている

第二次世界大戦中、1944年末から1945年にかけて連合国の勝利が目前となった頃、東部戦線の戦線が近づくにつれてドイツ人住民は引き揚げを余儀なくされた。1945年1月28日、クライペダはソビエト連邦の赤軍に占拠された。大戦後、メーメル地域は東プロイセンの他の地域とは違いカリーニングラード州の一部とはされず、リトアニア・ソビエト社会主義共和国に編入され、リトアニア・ソビエト社会主義共和国領クライペダとなった。この地域に残っていたドイツ系住民は、シベリアに送られるかドイツへ追放される等した（ドイツ人追放）。
ソ連は、バルト海東岸の不凍港であるクライペダをヨーロッパ地域最大の漁業地域兼海軍の拠点にした。1950年頃までに、ソ連の海港として近代的な大造船所や漁港が再整備され、1950年代末までに人口は戦前の2倍にふくれあがり、そして1989年には20万3000人に達した。第二次世界大戦の影響から、ほとんどすべての住民はロシア、ベラルーシ、ウクライナそしてリトアニアといった地域から流入していた。はじめはロシア語話者が市政を担っていたが、スターリンの死後はリトアニアから他より多く人が集まったため、リトアニア人が最も多い民族となった。とはいえそれでも、リトアニアで人口10万人を超える都市の中ではクライペダが最もロシア語を母国語とする人の割合が大きい。
1970年代まで、クライペダは経済面でのみ重要視され、文化活動や宗教活動は最小限に抑えられ制限されていた。多くの教会は第二次世界大戦中に損害を受け、さらにソ連占領中に取り壊されており、ローマ・カトリック教会を広めようとした者は逮捕された。その後、文化活動は1970年代から80年代にかけて発展しはじめ、海の祭りなどが催されるようになっていった。
1990年にリトアニアがソ連からの独立回復を宣言し、1991年にクライペダ大学が設立される。今ではドイツ語とリトアニア語の2カ国語協会「Hermann-Sudermann-Schule」も作られている。

## 交通

### 船舶

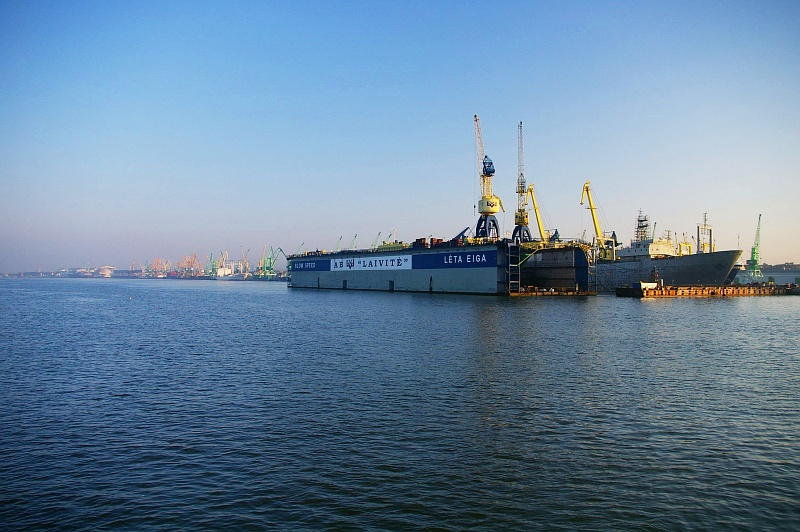
クライペダ港と造船所の浮きドック

ドイツ（キールおよびザスニッツ）、デンマーク、スウェーデン、ポーランド（グダニスク）への航路が存在する。

### 近郊公共交通
近郊公共交通網としてバスが運行される。バスはボルボ社またはダイムラー・ベンツ社のものがよく使われる。また路線タクシーも利用されている。路線タクシーとは、フォード・トランジット・バスのような大きさで、特定の路線に運行されるものである。運賃は乗客一人当たりに定められている。路線タクシーの運賃は、一日あたり 1リタス、深夜料金は 2リタスである。利用距離には限定はない。
- 渡船：旧市街（Old Castle Port） ～ スミルティネ（30分に1本程度、所要時間約10分）
- 路線バス：スミルティネ ～ ニダ（1日10便程度、所要時間約1時間）
- 路線バス：クライペダ バスターミナル ～ パランガ（30分に1本程度、所要約45分）

### 鉄道
クライペダには1875年に鉄道が開通した。パゲギャイおよびポゲーゲンに通じる路線は第一次世界大戦まで唯一の鉄道路線であった。今日では近郊路線だけが運行されている。今日、もっとも重要な鉄道路線はシャウレイ（Šiauliai）経由でヴィリニュスへ通じる路線である。この路線には毎日三本の遠距離列車（うち一本は夜行列車）、および三本の地域内列車が運行されている。運行主体はリトアニア鉄道（Lietuvos Geležinkeliai）である。
- ヴィリニュス行き（1日3本、所要時間約5時間）

### 長距離バス
バスターミナルから、シャウリェイ、シルーテ、ヴィリニュス（カウナス経由）、リガ、リエパーヤ、ポーランド、ドイツ、ロシアのカリーニングラードへの路線バスが出ている。バスターミナルはクライペダ中央駅のすぐそばにある。ターミナルからは近郊の都市との路線バスも多く発着する。
- ヴィリニュス行き（1日10～15本程度、所要時間約4時間)
- カウナス行き（1日10～15本程度、所要時間約2時間）
- リガ（ラトビア）行き（1日2本、所要時間約6時間）

（リガ行きのユーロラインズ・バスのうち1本は、パランガ、リエパーヤ経由）

## 観光
- 旧市街
- クライペダ城

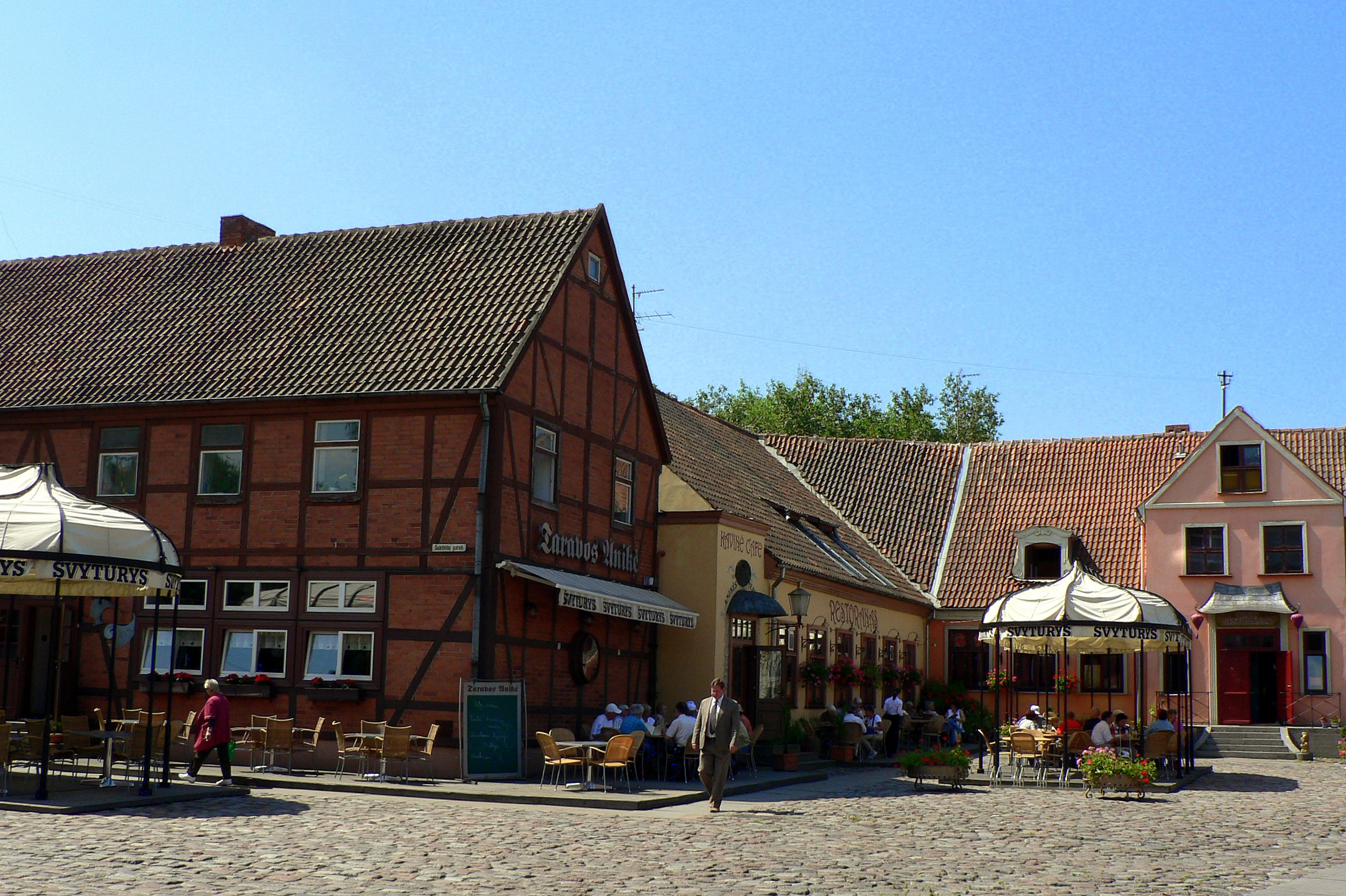
旧市街（劇場広場付近の木組みの家）

- スミルティネ（海洋博物館、クルシュー砂州国立公園（英語版）博物館）
- クルシュー砂州国立公園（隣のネリンガ行政区まで続いている）

- ニダ（クルシュー砂州のロシアとの国境付近にあるリゾート地で、クライペダの50km南方）
- パランガ（クライペダの25km北方のリゾート地）

## クライペダ生まれの人々
- ジーモン・ダッハ （1605年 - 1659年） - 詩人
- ミヒャエル・ヴォールファールト（英語版）（1687年 - 1741年） - 牧師、アメリカの宗教指導者
- フリードリヒ・ヴィルヘルム・アルゲランダー（1799年 - 1875年） - 天文学者
- ジョージ・アドマイト（英語版）（1879年 - 1967年） - アメリカの画家。

## 姉妹都市
| - オデッサ、ウクライナ - マンハイム、ドイツ - 久慈市、日本 - キューゲ、デンマーク - カールスクルーナ、スウェーデン - ライプツィヒ、ドイツ - リューベック、ドイツ - リューゲン島、ドイツ - クリーブランド、アメリカ合衆国 - チェレポヴェツ、ロシア | - ノースタインサイド、イギリス - リエパーヤ、ラトビア - グディニャ、ポーランド - カリーニングラード、ロシア - シュチェチン、ポーランド - コトカ、フィンランド - デブレツェン、ハンガリー - モギリョフ、ベラルーシ - 青島、中国 |